# Johann Christoph Wendland
Johann Christoph Wendland, född den 18 juli 1755 i Landau (Elsass), död den 27 juli 1828 i Herrenhausen vid Hannover, var en tysk botanist.  Han var far till Heinrich Ludolph Wendland och farfar till Hermann Wendland.
Wendland blev 1780 trädgårdsmästare och 1817 trädgårdsföreståndare i Herrenhausen. Han utgav det stora planschverket Ericarum icones et descriptiones (1798–1823, med 162 kolorerade tavlor). 
Auktorsnamnet J.C.Wendl. kan användas för Johann Christoph Wendland i samband med ett vetenskapligt namn inom botaniken; se Wikipediaartiklar som länkar till auktorsnamnet.